# Bruno Cambareri
Bruno Cambareri (7 de abril de 1944 - 26 de junio de 1971)  fue un guerrillero que nació en (Argentina) y murió en un tiroteo con fuerzas de seguridad en Buenos Aires, Argentina mientras asaltaba una cárcel.

## Actividad política
Inició su militancia en Acción Revolucionaria Peronista, un grupo orientado por John W. Cooke y Alicia Eguren y representó a la agrupación junto a Raimundo Villaflor en el Congreso del Peronismo Revolucionario de agosto de 1968.
El 19 de septiembre de 1968, fueron detenidos y puestos a disposición de la justicia los 14 guerrilleros (la única mujer, Amanda Peralta) de las Fuerzas Armadas Peronistas que estaban realizando entrenamiento militar en un campamento de la localidad de Taco Ralo, provincia de Tucumán. Hacia mediados de 1970, Cambareri se incorporó a las FAP con el “Grupo Avellaneda” encabezado por Villaflor. 
En los debates internos de la FAP, que se acentúan desde comienzos de 1971, Cambaceri mantuvo una postura crítica hacia el movimentismo. El 26 de junio de 1971, participó en una acción de la FAP apoyada por las Fuerzas Armadas Revolucionarias y Montoneros; asumió el papel de prestamista de un guardia de la cárcel de mujeres Asilo del Buen Pastor de Buenos Aires para ingresar y, junto a otros guerrilleros comandados por Carlos Capuano Martínez forzó la entrada y permitió la huida de cuatro detenidas, incluyendo a Amanda Peralta y Marina Malamud de Aguirre pero murió en el tiroteo con una patrulla policial.